# Tetráció

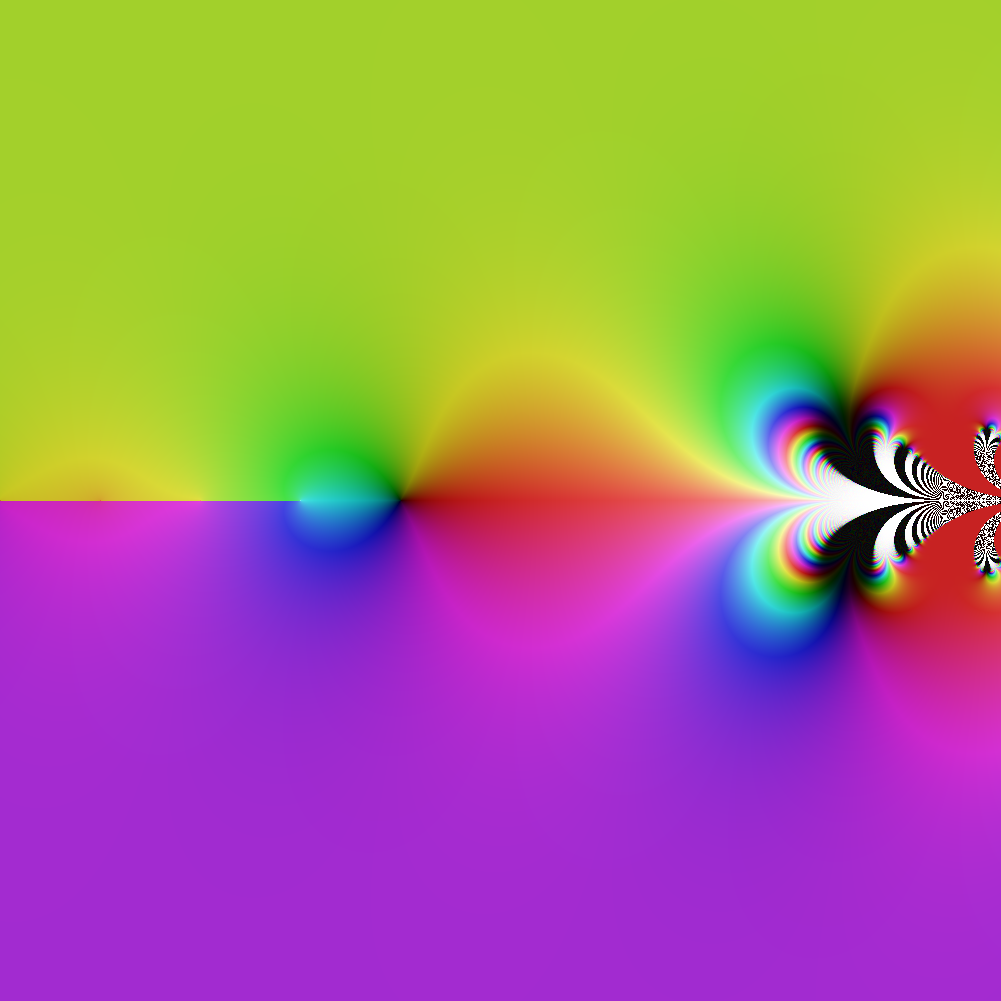
Az holomorf tetráció a komplex síkon

A végtelen hatványtorony konvergál minden -re

A tetráció (más néven exponenciális leképezés, hatványtorony, szuperhatványozás vagy hyper4) valójában iteratív hatványozás, az első hiperművelet a hatványozás után. A tetráció szót Reuben Louis Goodstein alkotta meg a tetra és az iteráció szavakból. A tetrációt nagyon nagy számok jelölésére használják. Egyes források szuperhatványfüggvényeken olyan függvényeket értenek általában, amelyek a hatványoknál gyorsabban, de az exponenciálisan növő függvényeknél lassabban nőnek.
A tetráció a hatványozást követi az alábbi módon:
- 0. szukcesszió:
{\displaystyle a+1}
- 1. összeadás:
{\displaystyle a+b=a\underbrace {+1\cdots +1} _{\textstyle {b}}}
- 2. szorzás:
{\displaystyle a\times b=\underbrace {a+\cdots +a} _{\textstyle {b}}}
- 3. hatványozás:
{\displaystyle a^{b}=\underbrace {a\times \cdots \times a} _{\textstyle {b}}}
- 4. tetráció:
{\displaystyle {}^{b}a=\underbrace {a^{a^{\cdot ^{\cdot ^{\cdot ^{a}}}}}} _{\textstyle {b}}}

ahol minden műveletet az előző iterálásával határozunk meg.
A szorzás ({\displaystyle a\times b}) másképpen „b darab a összeadva” és következésképpen a hatványozás ({\displaystyle a^{b}}) pedig „b darab a összeszorozva”. Tehetünk egy további lépést, és a tetráció ({\displaystyle a{\mathord {\uparrow }}{\mathord {\uparrow }}b}) így „b darab a hatványozása”.

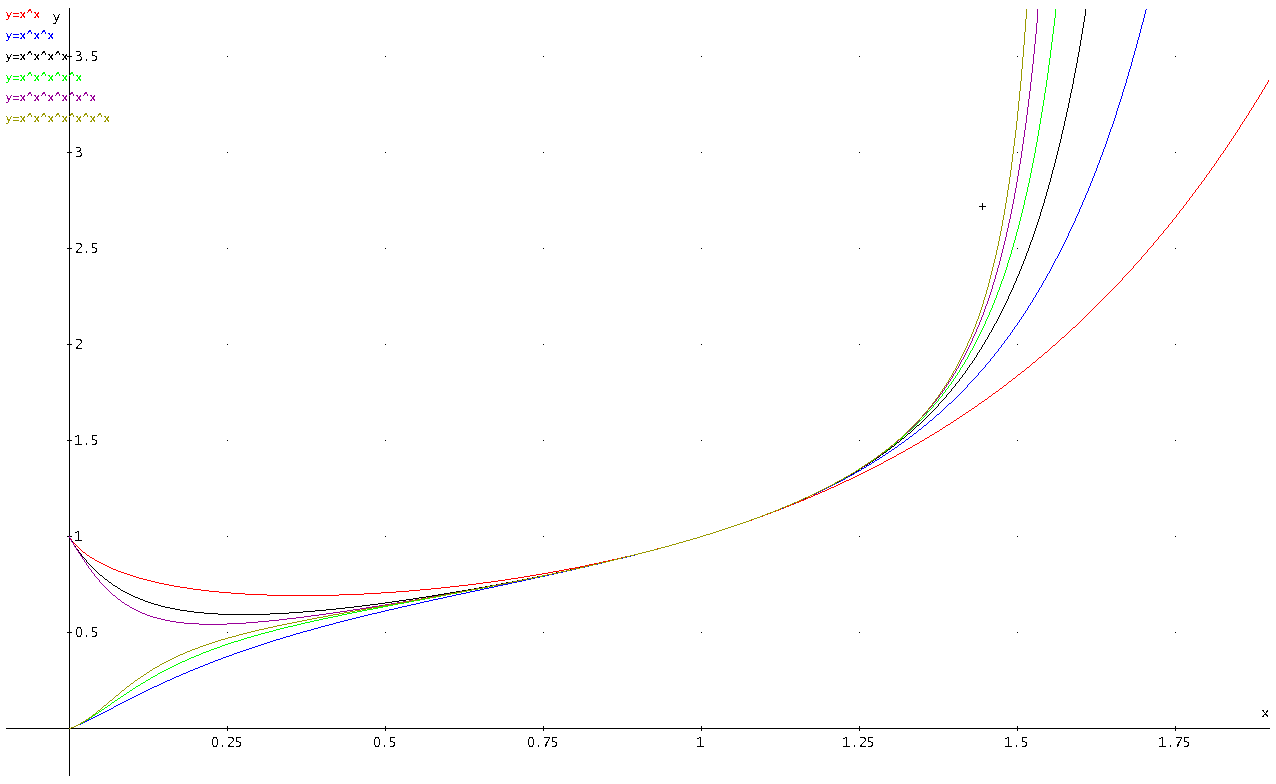
x↑↑n, ahol n = 2, 3, 4, 5, 6 és 7

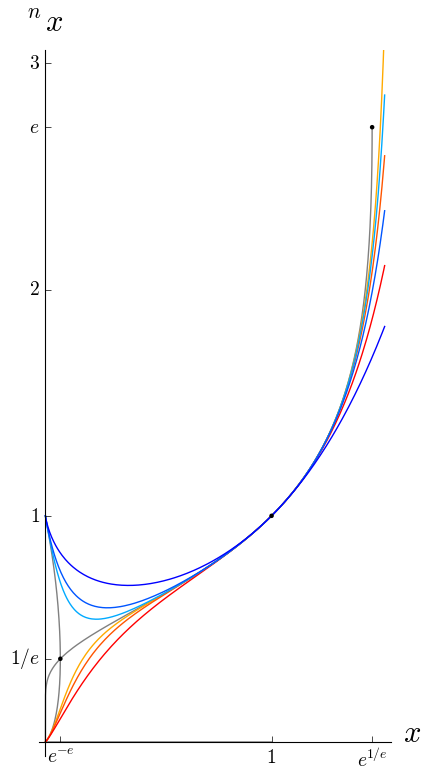
Kinagyítva az értékekre, ahol n = 1, 2, 3..., szemlélteti a végtelen hatványtorony konvergenciáját

Fontos megjegyezni, hogy többszintű hatványok kiértékelésekor először a legbelső szintet értékeljük ki (ez jelölésben a legfelső). Másképpen:
{\displaystyle 2^{2^{2^{2}}}=2^{\left(2^{\left(2^{2}\right)}\right)}=2^{\left(2^{4}\right)}=2^{16}=65536\,\!}
{\displaystyle 2^{2^{2^{2}}}\,\!} nem ugyanaz, mint {\displaystyle \left({\left(2^{2}\right)}^{2}\right)^{2}=256\,\!}
(Ez a műveletek sorrendjének általános szabálya ismételt hatványozásra alkalmazva.)

## Jelölés
A fenti első eset (a tetráció) általánosításához új jelölésre van szükség (lásd lentebb), viszont a második esetet írhatjuk: {\displaystyle \left(\left(2^{2}\right)^{2}\right)^{2}=2^{2\cdot 2\cdot 2}=2^{2^{3}}\,\!} -nak is.
Így az általános forma még mindig hagyományos hatványjelölést használ.
A jelölések, amikkel a tetráció leírható (némelyik magasabb szintű iterációt is megenged), például a következők:
- Standard jelölés: {\displaystyle {}^{b}a}; először Maurer használta; Rudy Rucker A Végtelen és az elme (Infinity and the Mind) című könyve ezt a jelölést népszerűsítette.
- Knuth-nyilas jelölés: {\displaystyle a~{\mathord {\uparrow }}{\mathord {\uparrow }}~b}; itt több nyilat is alkalmazhatunk vagy indexelt nyilat
- Conway-nyílláncolat: {\displaystyle a\rightarrow b\rightarrow 2}; a kettes szám növelésével kiterjeszthető (ez azonos a fenti kiterjesztésekkel), vagy erőteljesebben a láncolat meghosszabbításával.
- hyper4 jelölés: {\displaystyle a^{(4)}b=\operatorname {hyper4} (a,b)=\operatorname {hyper} (a,4,b)}; a 4-es szám növelésével terjeszthető ki, az adja a hiperoperátorok családját.

Az Ackermann-függvényt így jelölhetjük: {\displaystyle 2~{\mathord {\uparrow }}{\mathord {\uparrow }}~b=\operatorname {A} (4,b-3)+3}, azaz {\displaystyle \operatorname {A} (4,n)=2~{\mathord {\uparrow }}{\mathord {\uparrow }}~(n+3)-3}.
A hatványjel (^) is ugyanígy használható, így a tetráció ASCII jelölése ^^, például a^^b.
A tetrációra igazak a következők:
- {\displaystyle a~{\mathord {\uparrow }}{\mathord {\uparrow }}~(b+1)=a^{\left(a~{\mathord {\uparrow }}{\mathord {\uparrow }}~b\right)}},
- monoton növekszik,
- folytonos.

## Példák
(A tizedesvesszőt tartalmazó értékek közelítőek).
| n = n↑↑1 | n↑↑2        | n↑↑3               | n↑↑4                                           |
| -------- | ----------- | ------------------ | ---------------------------------------------- |
| 1        | 1           | 1                  | 1                                              |
| 2        | 4           | 16                 | 65536                                          |
| 3        | 27          | 7,63×1012          | {\displaystyle 10^{3,6410\times 10^{12}}}      |
| 4        | 256         | 1,34×10154         | {\displaystyle 10^{8,07\times 10^{153}}}       |
| 5        | 3125        | 1,91×102184        | {\displaystyle 10^{1,34\times 10^{2184}}}      |
| 6        | 46 656      | 2,70×1036 305      | {\displaystyle 10^{2,07\times 10^{36305}}}     |
| 7        | 823 543     | 3,76×10695 974     | {\displaystyle 10^{3,18\times 10^{695974}}}    |
| 8        | 16 777 216  | 6,01×1015 151 335  | {\displaystyle 10^{5,43\times 10^{15151335}}}  |
| 9        | 387 420 489 | 4,28×10369 693 099 | {\displaystyle 10^{4,09\times 10^{369693009}}} |
| 10       | 10 000      | 10 000             | {\displaystyle 10^{10^{10^{10}}}}              |

A függvény gyorsabban növekszik a szuperhatványfüggvényeknél is, ha például {\displaystyle a} = 10:
- {\displaystyle \operatorname {f} (-1)=0}
- {\displaystyle \operatorname {f} (0)=1}
- {\displaystyle \operatorname {f} (1)=10}
- {\displaystyle \operatorname {f} (2)=10^{10}}
- {\displaystyle \operatorname {f} (2,3)=10^{100}} (az egy googol)
- {\displaystyle \,\!\operatorname {f} (3)=10^{10^{10}}}
- {\displaystyle \,\!\operatorname {f} (3,3)=10^{10^{100}}} (ez egy googolplex)
- A függvény  {\displaystyle 10^{10^{x}}} -t  {\displaystyle x=2{,}376} -nál lépi át: {\displaystyle \operatorname {f} (x)\approx 4,83\times 10^{237}}

## Kiterjesztés a második operandus kis értékeire
A {\displaystyle n\uparrow \uparrow k=\log _{n}\left(n\uparrow \uparrow (k+1)\right)} kapcsolat felhasználásával (ami következik a tetráció definíciójából), kikövetkeztethetjük vagy definiálhatjuk {\displaystyle n\uparrow \uparrow k} értékeit, ha {\displaystyle k\in \{-1,0,1\}}.
{\displaystyle {\begin{matrix}n\uparrow \uparrow 1&=&\log _{n}\left(n\uparrow \uparrow 2\right)&=&\log _{n}\left(n^{n}\right)&=&n\log _{n}n&=&n\\n\uparrow \uparrow 0&=&\log _{n}\left(n\uparrow \uparrow 1\right)&=&\log _{n}n&&&=&1\\n\uparrow \uparrow -1&=&\log _{n}\left(n\uparrow \uparrow 0\right)&=&\log _{n}1&&&=&0\end{matrix}}}
Ez megerősíti az intuitív definíciót, miszerint {\displaystyle n\uparrow \uparrow 1} egyszerűen {\displaystyle n}. Ilyen minta alapján azonban további iterációval nem lehet további értékeket kikövetkeztetni, mivel {\displaystyle \log _{n}0} nincs értelmezve.
Hasonlóan, mivel {\displaystyle \log _{1}1} sem értelmezett (mert {\displaystyle \log _{1}1={\begin{matrix}{\frac {\log _{n}1}{\log _{n}1}}={\frac {0}{0}}\end{matrix}}}),a fenti következtetés nem működik, ha {\displaystyle n} = 1. Ezért {\displaystyle 1\uparrow \uparrow {-1}} nek is értelmetlennek kell maradnia. (A {\displaystyle 1\uparrow \uparrow {0}} kifejezés nyugodtan maradhat 1.)
Néha a {\displaystyle 0^{0}} t is értelmetlennek veszik. Ebben az esetben {\displaystyle 0\uparrow \uparrow {k}} értékeit sem definiálhatjuk közvetlenül. Azonban {\displaystyle \lim _{n\rightarrow 0}n\uparrow \uparrow {k}} meghatározott és létezik:
{\displaystyle \lim _{n\rightarrow 0}n\uparrow \uparrow k={\begin{cases}1,&k=2m\\0,&k=2m+1\end{cases}}}
Ez a határérték marad negatív {\displaystyle n} -eknél is. {\displaystyle 0\uparrow \uparrow {k}} eszerint határozható meg, és ez összefér azzal, ha {\displaystyle 0^{0}=1} (mivel a 0 páros).
A  tetráció a -1-nél kisebb kitevőkre nem terjeszthető ki rekurzióval, mivel
{\displaystyle {}^{-2}a=\log _{a}{}^{-1}a=\log _{a}0=-\infty }

## Kiterjesztés valós kitevőkre
Jelenleg nincs általánosan elfogadott módszer a nem egész valós vagy kitevőkre való kiterjesztésre. A továbbiakban néhány megközelítést mutatunk be.
Általában egy szuperexponenciális {\displaystyle f(x)={}^{x}a\,}  függvényt keresünk, ahol x valós, és {\displaystyle x>-2}, továbbá
- {\displaystyle {}^{(-1)}a=0\,},
- {\displaystyle {}^{0}a=1\,},
- {\displaystyle {}^{x}a=a^{\left({}^{(x-1)}a\right)}\,} minden {\displaystyle x>-1}-re.

Ezekhez még egy követelményt hozzá szoktak tenni:
- {\displaystyle {}^{x}a} mindkét változójában folytonos, ha {\displaystyle x>0}
- {\displaystyle {}^{x}a} differenciálható x-ben egyszer, kétszer, vagy végtelenszer
- {\displaystyle {}^{x}a} reguláris, és

{\displaystyle \left({\frac {d^{2}}{dx^{2}}}f(x)>0\right)} minden {\displaystyle x>0}-ra.
A negyedik követelmény megközelítésenként változik. A két fő megközelítés egyik a regularitást követeli meg, a másik a differenciálhatóságot. A két megközelítés annyira különböző módszereket használ, hogy azt sem tudjuk, hogy az eredmények megegyeznek-e.
Ha valahogy definiáljuk az {\displaystyle {}^{x}a\,} függvényt egy 1 hosszúságú intervallumon, akkor a rekurzív összefüggés szerint minden {\displaystyle x>-2} számra definiálva lesz.

### Lineáris approximáció

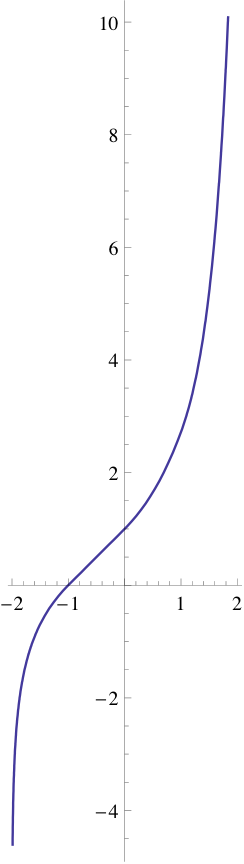
lineáris approximációval

Az alábbi approximáció megfelel a folytonossági követelménynek, és approximál egy differenciálható megoldást:
{\displaystyle {}^{x}a\approx {\begin{cases}\log _{a}(^{x+1}a)&x\leq -1\\1+x&-1<x\leq 0\\a^{\left(^{x-1}a\right)}&0<x\end{cases}}}
így:
| Approximáció                                   | Tartomány              |
| ---------------------------------------------- | ---------------------- |
| {\displaystyle {}^{x}a\approx x+1\,}           | {\displaystyle -1<x<0} |
| {\displaystyle {}^{x}a\approx a^{x}\,}         | {\displaystyle 0<x<1}  |
| {\displaystyle {}^{x}a\approx a^{a^{(x-1)}}\,} | {\displaystyle 1<x<2}  |
és így tovább. Megjegyzendő, hogy csak szakasznonként differenciálható, mivel x egész értékeinél a derivált megszorzódik {\displaystyle \ln {a}}-val.

#### Példák
{\displaystyle {\begin{aligned}{}^{{\frac {1}{2}}\pi }e&\approx 5.868...,\\{}^{-4.3}0.5&\approx 4.03335...\end{aligned}}}
Hooshmand cikkének fő tétele: legyen {\displaystyle 0<a\neq 1}; ha {\displaystyle f:(-2,+\infty )\rightarrow \mathbb {R} } folytonos, és megfelel ezeknek a feltételeknek:
- {\displaystyle f(x)=a^{f(x-1)}\;\;{\text{for all}}\;\;x>-1,\;f(0)=1},
- {\displaystyle f} differenciálható {\displaystyle (-1,0)}-ban,
- {\displaystyle f'} nemcsökkenő vagy nemnövekvő {\displaystyle (-1,0)}-ban,
- {\displaystyle f'(0^{+})=(\ln a)f^{\prime }(0^{-}){\text{ vagy }}f^{\prime }(-1^{+})=f^{\prime }(0^{-})}.

akkor {\displaystyle f}-re teljesül, hogy:
{\displaystyle f(x)=\exp _{a}^{[x]}(a^{x})=\exp _{a}^{[x+1]}(x)\quad {\text{ minden }}\;\;x>-2{\text{-re }}},
ahol {\displaystyle (x)=x-[x]} x törtrésze, és {\displaystyle \exp _{a}^{[x]}} az {\displaystyle \exp _{a}} {\displaystyle [x]}-iteráltja.
A bizonyítás azon alapul, hogy a 2.-4. feltételekből következik, hogy a függvény lineáris a [−1, 0] zárt intervallumon.
Az {\displaystyle {}^{x}e} természetes alapú tetráció lineáris approximációja folytonosan differenciálható, de második deriváltja nem létezik az egész helyeken. Hooshmand bizonyított egy másik egyértelműségi tételt is, ami kimondja, hogy:
Ha {\displaystyle f:(-2,+\infty )\rightarrow \mathbb {R} }
folytonos függvény, ami teljesíti, hogy:
- {\displaystyle f(x)=e^{f(x-1)}\;\;{\text{ minden }}\;\;x>-1{\text{-re}}\;f(0)=1,}
- {\displaystyle f} konvex {\displaystyle (-1,0){\text{-ben}},}
- {\displaystyle f'(0^{-})\leq f^{\prime }(0^{+}).}

akkor {\displaystyle f={\text{uxp}}}, ahol {\displaystyle f={\text{uxp}}} Hooshmand jelölése a természetes alapú tetrációfüggvény lineáris közelítésére.
Ez a tétel az előbbihez hasonlóan bizonyítható; a rekurzió biztosítja, hogy  {\displaystyle f'(-1^{+})=f'(0^{+}),} és a konvexség miatt {\displaystyle f} lineáris (−1, 0)-n.
Így a természetes alapú tetráció lineáris approximációja az  {\displaystyle f(x)=e^{f(x-1)}\;\;(x>-1)} egyértelmű megoldása, és {\displaystyle f(0)=1}, ami konvex {\displaystyle (-1,+\infty )}-ben. Az összes többi differenciálható megoldásnak inflexiós pontja van (−1, 0)-ban.

### Magasabb rendű approximációk
Egy kvadratikus approximáció:
{\displaystyle {}^{x}a\approx {\begin{cases}\log _{a}({}^{x+1}a)&x\leq -1\\1+{\frac {2\ln(a)}{1\;+\;\ln(a)}}x-{\frac {1\;-\;\ln(a)}{1\;+\;\ln(a)}}x^{2}&-1<x\leq 0\\a^{\left({}^{x-1}a\right)}&0<x\end{cases}}}
ami differenciálható x-ben minden  {\displaystyle x>0}-ra, de csak egyszer. Ha {\displaystyle a=e}, akkor ez megegyezik a lineáris approximációval.
Mivel a toronyhatvány fentről lefelé számítandó ki, ezért nem teljesül a hatványozáshoz hasonló összefüggés:
{\displaystyle {}^{n}({}^{1/n}a)=\underbrace {({}^{1/n}a)^{({}^{1/n}a)^{\cdot ^{\cdot ^{\cdot ^{({}^{1/n}a)}}}}}} _{n}\neq a}.
Egy köbös approximációt és további approximációs eljárásokat találni ebben a hivatkozásban:

## Komplex számok tetrációja

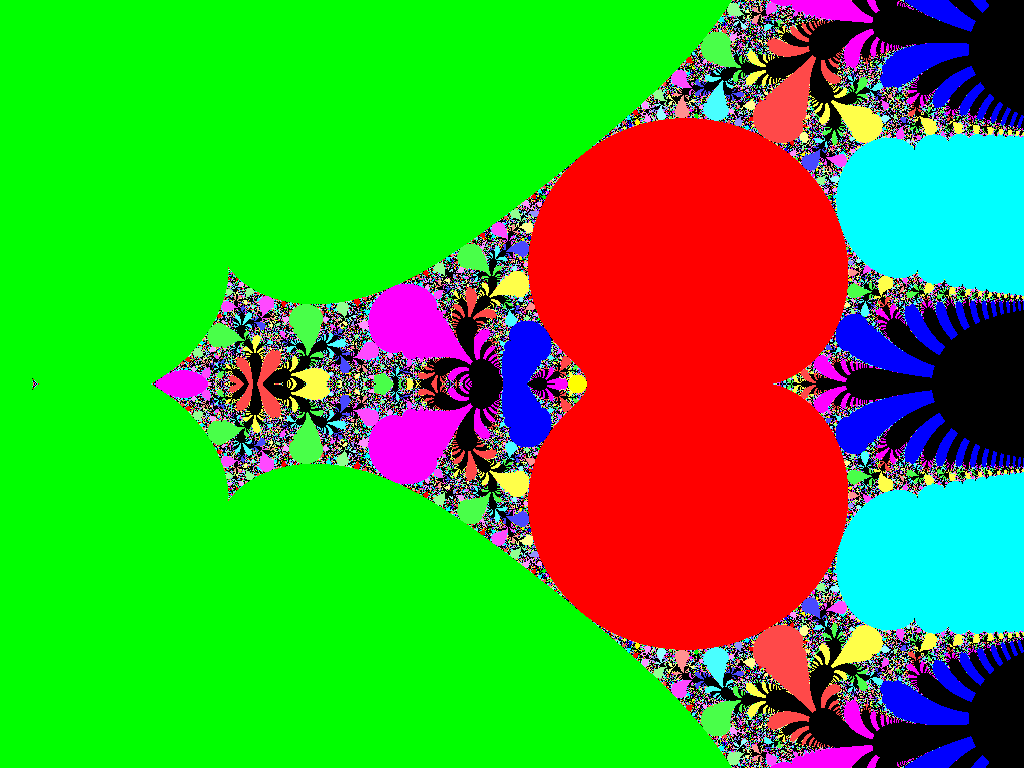
Tetráció megjelenítése periódus alapján

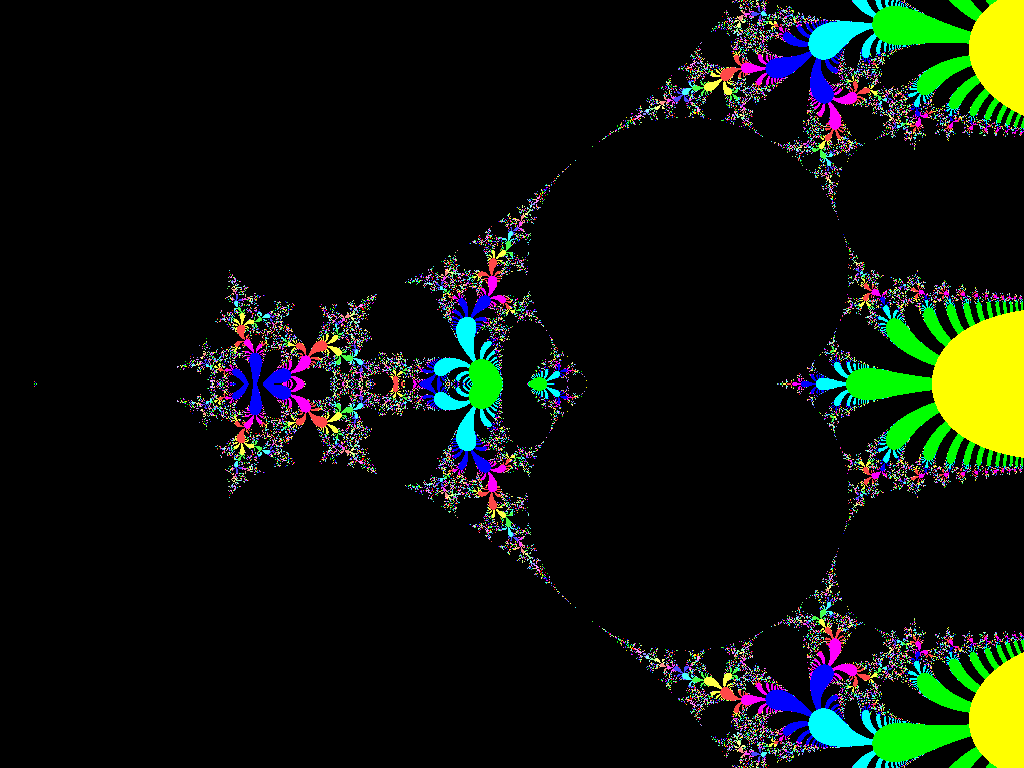
Tetráció megjelenítése szökés alapján

Mivel a komplex számokat is lehet hatványozni, a tetráció alkalmazható a
{\displaystyle a+bi} formájú számokra, ahol {\displaystyle i}   ‒1 négyzetgyöke. Például ha {\displaystyle n=i}, akkor {\displaystyle n\uparrow \uparrow k} esetén a tetrációt úgy érjük el, ha alkalmazzuk a természetes logaritmussal való felírást és észrevesszük a kapcsolatot:
{\displaystyle i^{a+bi}=e^{{i\pi  \over 2}(a+bi)}=e^{-{b\pi  \over 2}}\left(\cos {a\pi  \over 2}+i\sin {a\pi  \over 2}\right)}
Ebből rekurzívan definiálhatjuk {\displaystyle i\uparrow \uparrow (k+1)=a'+b'i} -t, bármilyen {\displaystyle i\uparrow \uparrow k=a+bi} esetén:
{\displaystyle a'=e^{-{b\pi  \over 2}}\cos {a\pi  \over 2}}
{\displaystyle b'=e^{-{b\pi  \over 2}}\sin {a\pi  \over 2}}
Innen kaphatjuk a következő közelítő értékeket, ahol {\displaystyle i\uparrow n} a rendes hatványozás (tehát {\displaystyle i^{n}}).
- {\displaystyle i\uparrow \uparrow 1=i}
- {\displaystyle i\uparrow \uparrow 2=i\uparrow \left(i\uparrow \uparrow 1\right)\approx 0,2079}
- {\displaystyle i\uparrow \uparrow 3=i\uparrow \left(i\uparrow \uparrow 2\right)\approx 0,9472+0,3208i}
- {\displaystyle i\uparrow \uparrow 4=i\uparrow \left(i\uparrow \uparrow 3\right)\approx 0,0501+0,6021i}
- {\displaystyle i\uparrow \uparrow 5=i\uparrow \left(i\uparrow \uparrow 4\right)\approx 0,3872+0,0305i}
- {\displaystyle i\uparrow \uparrow 6=i\uparrow \left(i\uparrow \uparrow 5\right)\approx 0,7823+0,5446i}
- {\displaystyle i\uparrow \uparrow 7=i\uparrow \left(i\uparrow \uparrow 6\right)\approx 0,1426+0,4005i}
- {\displaystyle i\uparrow \uparrow 8=i\uparrow \left(i\uparrow \uparrow 7\right)\approx 0,5198+0,1184i}
- {\displaystyle i\uparrow \uparrow 9=i\uparrow \left(i\uparrow \uparrow 8\right)\approx 0,5686+0,6051i}

A kapcsolat megfejtésével a várt {\displaystyle i\uparrow \uparrow 0=1} -t és {\displaystyle i\uparrow \uparrow -1=0} -t kapjuk, végtelen eredménnyel a képzetes tengelyen. A komplex számsíkon ábrázolva a sorozat spirálisan tart a {\displaystyle 0,4383+0,3606i} határértékhez, amit úgy értelmezhetünk, mint azt a helyet, ahol {\displaystyle k} végtelen.
Az ilyen tetrációs sorozatokat már Euler ideje óta tanulmányozzák, de kaotikus viselkedésük miatt nehezen érthetők. A legtöbb publikált kutatás a hatványtorony-függvény konvergensségével foglalkozik. A mai kutatás nagy segítségei a gyors számítógépek fraktál- és matematikai szoftverei. A tetrációról való tudásunk nagy része a komplex dinamika általános eredményeiből és az exponenciális leképezés kutatásából származik.

### Komplex kitevők

Az analitikus tetráció to a komplex számsíkon. Vastagított vonalakkal kiemelve az és az szintek

Egy sejtés szerint az  F(z+1)=exp(F(z)) egyenletnek van egy egyértelmű  F függvény megoldása, amire még az is teljesül, hogy F(0)=1, és F(z) megközelíti a logaritmus fixpontjait, ha helye tart  ±i∞-hez, és F holomorf a teljes komplex síkon, kivéve a z≤−2 félegyenest. Ennek a függvénynek dupla pontosságú komplex (double precision) közelítése elérhető online. A valós tengelyen szingularitásai vannak a {\displaystyle z=-2,-3,-4,\ldots } pontokban.
A holomorfia kikötése biztosítja az egyértelműséget, mivel sok {\displaystyle S} függvény konstruálható, amire:
{\displaystyle S(z)=F\!\left(~z~+\sum _{n=1}^{\infty }\sin(2\pi nz)~\alpha _{n}+\sum _{n=1}^{\infty }{\Big (}1-\cos(2\pi nz){\Big )}~\beta _{n}\right)}
ahol az  {\displaystyle \alpha } és {\displaystyle \beta } valós sorozatok elég gyorsan csökkennek ahhoz, hogy biztosítsák a konvergenciát legalább  {\displaystyle \Im (z)} kis értékeire.
Ez az  {\displaystyle S} függvény a tetrációhoz hasonlóan viselkedik: S(z+1)=exp(S(z)), S(0)=1, és jól választott {\displaystyle \alpha } és {\displaystyle \beta } valós sorozatok esetén analitikus lesz a valós tengely pozitív félegyenesének környezetében. Azonban, ha  {α} vagy  {β} nem az azonosan nulla sorozat, az  {\displaystyle S} függvénynek még több szingularitása és szakadási egyenese keletkezik, mivel a szinusz- és a koszinuszfüggvény abszolút értéke exponenciálisan nő a valós tengelytől távolodva. Minél kisebbek az {α} és a {β} együtthatók, annál távolabb lesznek ezek a szingularitások a valós tengelytől. A valós analitikus tetráció nem egyértelmű, ezért kell a komplex síkra kiterjeszteni.

## Nyitott kérdések
- {\displaystyle ^{0}\pi } és {\displaystyle ^{0}e} is 1, tehát {\displaystyle n=0} a megoldás.
- Jelenleg (2016) még az sem ismert, hogy nq lehet-e egész bizonyos pozitív  egész n-re és alkalmasan választott  q pozitív nem egész racionális számra.[5] Még azt sem tudjuk, hogy  4x = 2 -ben az x pozitív szuperlogaritmus racionális szám-e.

## Inverz
Mivel a tetráció művelete nem kommutatív, ezért két inverz művelete van. Az alap keresésére a  szupergyök- vagy hipergyökfüggvény szolgál, a kitevőt szuper- vagy hiperlogaritmus adja meg.

### Szupergyök
A szupergyök ismert kitevő esetén az alapot keresi, azaz ha {\displaystyle ^{n}y=x}, akkor y az x egy n-edik szupergyöke.
Példák:
{\displaystyle ^{4}2=2^{2^{2^{2}}}=65536}
vagyis 65 536 negyedik szupergyöke 2, és
{\displaystyle ^{3}3=3^{3^{3}}=7625597484987}
így 3 a 7 625 597 484 987 harmadik szupergyöke, vagy szuperköbgyöke.

#### Szupernégyzetgyök

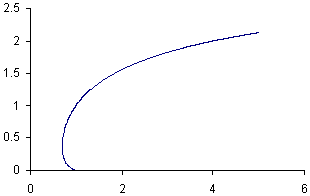
Az y = szupernégyzetgyök grafikonja

A második szupergyök, négyzetszupergyök, vagy szupernégyzetgyök jelölései {\displaystyle \operatorname {ssrt} (x)} és {\displaystyle {\sqrt {x}}_{s}}. Az {\displaystyle {}^{2}x=x^{x}} inverze, és reprezentálható a  Lambert-féle W-függvénnyel:
{\displaystyle \operatorname {ssrt} (x)=e^{W(\ln(x))}={\frac {\ln(x)}{W(\ln(x))}}}
A szupernégyzetgyökben a gyökvonás és a logaritmus szerepe szimmetrikus; a következő egyenlet csak akkor igaz, ha {\displaystyle y=\operatorname {ssrt} (x)}:
{\displaystyle {\sqrt[{y}]{x}}=\log _{y}x}
A négyzetgyökhöz hasonlóan a szupernégyzetgyök sem egyértelmű. Meghatározása nem olyan egyszerű, mint a négyzetgyöké. Általában, ha  {\displaystyle e^{-1/e}<x<1}, akkor x-nek két szupernégyzetgyöke van 0 és 1 között; ha {\displaystyle x>1}, akkor szupernégyzetgyöke egyértelmű, és szintén nagyobb egynél. Hogyha pedig {\displaystyle e^{-1/e}}, akkor nincs valós hipernégyzetgyöke, de a fenti képlet megszámlálható végtelen szupernégyzetgyököt ad, ha x különbözik 1-től. A függvényt használták adatklaszterek méretének kiszámítására.

#### Más szupergyökök
Az n > 2 egészekre nx értelmes és növekvő függvény minden x ≥ 1-re, n1 = 1, így x-nek létezik {\displaystyle {\sqrt[{n}]{x}}_{s}} n-edik szupergyöke.
Azonban a fenti lineáris approximáció szerint {\displaystyle {}^{y}x=y+1}, ha −1 < y ≤ 0, így ebben a tartományban az  {\displaystyle {}^{y}{\sqrt {y+1}}_{s}} megoldhatatlan.
A szuperköbgyök az  {\displaystyle x=y^{y^{y}}} kifejezésben keresi az y-t. Jelölése: {\displaystyle {\sqrt[{3}]{x}}_{s}}. A negyedik szupergyök  {\displaystyle {\sqrt[{4}]{x}}_{s}}, és általában, az n-edik szupergyök  {\displaystyle {\sqrt[{n}]{x}}_{s}}. Ahogy a szupernégyzetgyöknél láttuk, ez nem biztos, hogy egyértelmű. Például, ha n páratlan, akkor egy, ha n páros, akkor két valós szupergyök lehet.
Mivel bizonyos számok esetén a végtelen hatványtornyoknak is véges értéket lehet tulajdonítani, ezért a megfelelő 1/e ≤ x ≤ e értékek esetén végtelenedik szupergyök is kereshető. Jegyezzük meg, hogy  {\displaystyle x={{}^{\infty }y}}-ból következik, hogy {\displaystyle x=y^{x}}, így {\displaystyle y=x^{1/x}}. Emiatt, ha létezik, akkor {\displaystyle {\sqrt[{\infty }]{x}}_{s}=x^{1/x}}, így ez elemi függvény. Például {\displaystyle {\sqrt[{\infty }]{2}}_{s}=2^{1/2}={\sqrt {2}}}.
A Gelfond–Schneider-tételből adódik, hogy egy pozitív egész szupernégyzetgyöke vagy egész, vagy transzcendens, és szuperköbgyöke vagy egész, vagy irracionális. Nyitott kérdés azonban, hogy az irracionális transzcendensek-e utóbbi esetben.

### Szuperlogaritmus
A {\displaystyle \operatorname {slog} _{a}} minden valós számra, így a negatívakra is értelmezett, ahol a > 1.
A {\displaystyle \operatorname {slog} _{a}} függvény eleget tesz a következőknek:
{\displaystyle \operatorname {slog} _{a}a^{b}=1+\operatorname {slog} _{a}b}
{\displaystyle \operatorname {slog} _{a}b=1+\operatorname {slog} _{a}\log _{a}b}
{\displaystyle \operatorname {slog} _{a}b>-2}
Példák:
- {\displaystyle \operatorname {slog} _{10}-3=-1+\operatorname {slog} _{10}0.001=-1+-0.999=-1.999}
- {\displaystyle \operatorname {slog} _{10}3=\log _{10}3=.477}
- {\displaystyle \operatorname {slog} _{10}10^{6\times 10^{23}}=1+\operatorname {slog} _{10}6\times 10^{23}=2+\operatorname {slog} _{10}23.778=3+\operatorname {slog} _{10}1.376=3+\log _{10}1.376=3.139}

## Végtelen hatványtornyok

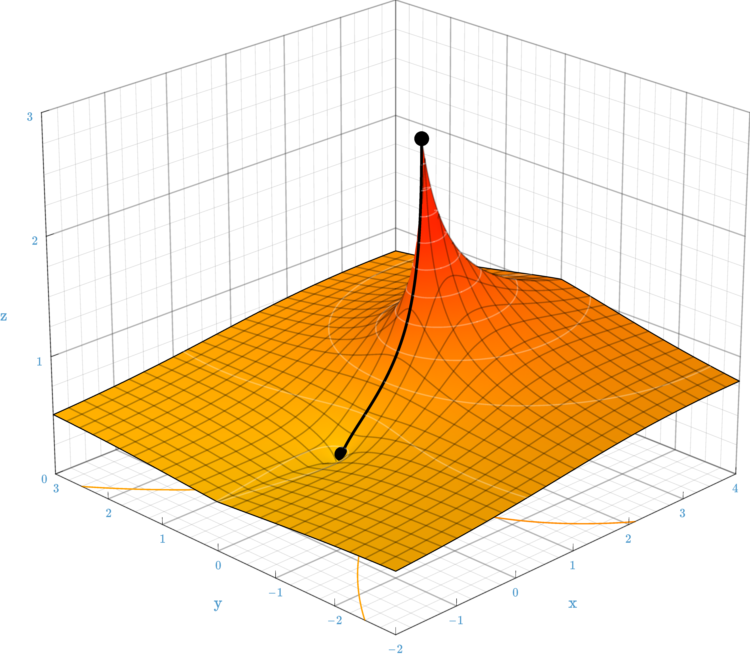
A függvény a komplex síkon, a végtelen valós hatványtornyok értéke feketével kiemelve

A {\displaystyle {\sqrt {2}}^{{\sqrt {2}}^{{\sqrt {2}}^{{\sqrt {2}}^{{\sqrt {2}}^{{\sqrt {2}}^{...}}}}}}} sor a 2-höz tart, így egyenlőnek tekinthetjük azzal. A 2-höz tartás úgy látható be, ha kiértékelünk egy véges tornyot:
{\displaystyle {\sqrt {2}}^{{\sqrt {2}}^{{\sqrt {2}}^{{\sqrt {2}}^{{\sqrt {2}}^{1.41}}}}}={\sqrt {2}}^{{\sqrt {2}}^{{\sqrt {2}}^{{\sqrt {2}}^{1.63}}}}={\sqrt {2}}^{{\sqrt {2}}^{{\sqrt {2}}^{1.76}}}={\sqrt {2}}^{{\sqrt {2}}^{1.84}}={\sqrt {2}}^{1.89}=1.93}
Általában az {\displaystyle x^{x^{x^{...}}}} végtelen hatványtorony {\displaystyle e^{-e}<x<e^{1/e}} esetén konvergens. Tetszőleges valós {\displaystyle r} -re, ha {\displaystyle 0<r<e}, legyen {\displaystyle x=r^{1/r}}; ekkor a határérték {\displaystyle r}. Ha {\displaystyle x>e^{1/e}}, akkor nincs konvergencia ({\displaystyle r^{1/r}} maximuma {\displaystyle e^{1/e}}).
Ezt komplex számokra is kiterjeszthetjük a következő definícióval:
{\displaystyle z^{z^{z^{...}}}=-{\frac {\operatorname {W} (-\ln {z})}{\ln {z}}}}
ahol {\displaystyle \operatorname {W} (z)} Lambert W-függvényét jelöli.

## Fordítás
- Ez a szócikk részben vagy egészben  a   Tetration című angol Wikipédia-szócikk fordításán alapul.  Az eredeti cikk szerkesztőit annak laptörténete sorolja fel. Ez a jelzés csupán a megfogalmazás eredetét és a szerzői jogokat jelzi, nem szolgál a cikkben szereplő információk forrásmegjelöléseként.